# Episodi di General Electric Theater (prima stagione)
La prima stagione della serie televisiva General Electric Theater è andata in onda negli Stati Uniti dal 1º febbraio 1953 al 22 marzo 1953 sulla CBS.
| nº | Titolo originale   | Prima TV USA     |
| -- | ------------------ | ---------------- |
| 1  | Wedding Day        | 1º febbraio 1953 |
| 2  | Ride the River     | 8 febbraio 1953  |
| 3  | Hired Mother       | 22 marzo 1953    |
| 4  | Best Seller        | 1º marzo 1953    |
| 5  | Winners Never Lose | 15 marzo 1953    |
| 6  | Trapped            | 22 marzo 1953    |

## Wedding Day
- Diretto da: Sheldon Leonard
- Scritto da: Carey Wilber, Kay Boyle (soggetto)

### Trama
- Guest star: J. Carrol Naish, Gisela Werbesirk, Basil Ruysdael, Jerome Cowan, Erin O'Brien-Moore

## Ride the River
- Diretto da: Sheldon Leonard
- Scritto da:

### Trama
- Guest star: Broderick Crawford (Scott), Skip Homeier (Pecos Kid), Virginia Gregg (May), Neville Brand (Curly), Will Wright, Francis McDonald, Bob Crane

## Hired Mother
- Diretto da:
- Scritto da:

### Trama
- Guest star: Laraine Day, Macdonald Carey, Gigi Perreau, Sandy Descher, Peter Votrian

## Best Seller
- Diretto da:
- Scritto da: O. Henry (soggetto)

### Trama
- Guest star: Cedric Hardwicke, Diana Lynn, Sheldon Leonard, Dayton Lummis, John Dodsworth

## Winners Never Lose
- Diretto da:
- Scritto da:

### Trama
- Guest star: Pat O'Brien, Ruth Hussey, Ward Bond, Virginia Grey, Sara Haden, Frankie Darro

## Trapped
- Diretto da:
- Scritto da:

### Trama
- Guest star: Nina Foch, Francis L. Sullivan, Dan O'Herlihy, Stephen McNally, Jerry Hayes